# 神村奨
神村 奨（かみむら しょう、1989年3月29日 - ）は、神奈川県相模原市出身の元プロサッカー選手。ポジションはフォワード（FW）。

## 来歴
新潟市豊照サッカー少年団で小学校1年時からサッカーを始める。5～6年時は東京都の町田JFCでプレーする。中学年代は三菱養和SCでプレーし、3年時は全国クラブユース選手権でベスト8まで進み、優勝チームにPKで敗れた。その後、中心メンバーと共にユースチームに進み、3年時のJユースカップで3位に入賞した。大学は専修大学に進学し、2008年AFC U-19選手権予備登録、全日本大学選抜。2009・2010年関東選抜メンバーにも選出され、2011年、水戸ホーリーホックとプロ契約した。
2012年、シンガポール・Sリーグのアルビレックス新潟シンガポールへ移籍。
2013年、インド・Iリーグのシロン・ラジョンFCへ移籍。
2013年8月、JFLのFC町田ゼルビアへ移籍。
同年限りで現役を引退。

## 所属クラブ
ユース経歴
- 1995年 - 1998年 豊照サッカー少年団 (新潟県新潟市)
- 1999年 - 2000年 町田JFC (町田SSS)
- 2001年 - 2003年 三菱養和SC巣鴨ジュニアユース
- 2004年 - 2006年 三菱養和SCユース (神奈川県立相模原青陵高等学校)
- 2007年 - 2010年 専修大学

プロ経歴
- 2011年  水戸ホーリーホック
- 2012年  アルビレックス新潟シンガポール
- 2013年  シロン・ラジョンFC
- 2013年8月 - 12月  FC町田ゼルビア

アマチュア経歴
- 2014年 -  FC.OSSA

## 個人成績
| 国内大会個人成績 | 国内大会個人成績 | 国内大会個人成績 | 国内大会個人成績 | 国内大会個人成績 | 国内大会個人成績 | 国内大会個人成績 | 国内大会個人成績 | 国内大会個人成績 | 国内大会個人成績 | 国内大会個人成績 | 国内大会個人成績 |
| 年度             | クラブ           | 背番号           | リーグ           | リーグ戦         | リーグ戦         | リーグ杯         | リーグ杯         | オープン杯       | オープン杯       | 期間通算         | 期間通算         |
| 年度             | クラブ           | 背番号           | リーグ           | 出場             | 得点             | 出場             | 得点             | 出場             | 得点             | 出場             | 得点             |
| 日本             | 日本             | 日本             | 日本             | リーグ戦         | リーグ戦         | リーグ杯         | リーグ杯         | 天皇杯           | 天皇杯           | 期間通算         | 期間通算         |
| ---------------- | ---------------- | ---------------- | ---------------- | ---------------- | ---------------- | ---------------- | ---------------- | ---------------- | ---------------- | ---------------- | ---------------- |
| 2011             | 水戸             | 19               | J2               | 6                | 1                | -                | -                | 0                | 0                | 6                | 1                |
| シンガポール     | シンガポール     | シンガポール     | シンガポール     | リーグ戦         | リーグ戦         | リーグ杯         | リーグ杯         | シンガポール杯   | シンガポール杯   | 期間通算         | 期間通算         |
| 2012             | 新潟S            | 10               | Sリーグ          | 23               | 6                | 3                | 2                | 3                | 0                | 29               | 8                |
| インド           | インド           | インド           | インド           | リーグ戦         | リーグ戦         | リーグ杯         | リーグ杯         | オープン杯       | オープン杯       | 期間通算         | 期間通算         |
| 2013             | SLFC             | 27               | Iリーグ          | 9                | 1                | -                | -                | -                | -                | 9                | 1                |
| 日本             | 日本             | 日本             | 日本             | リーグ戦         | リーグ戦         | リーグ杯         | リーグ杯         | 天皇杯           | 天皇杯           | 期間通算         | 期間通算         |
| 2013             | 町田             | 36               | JFL              | 5                | 0                | -                | -                | 0                | 0                | 5                | 0                |
| 2014             | OSSA             | 13               | 東京都1部        | 14               | 7                | -                | -                | -                | -                | 14               | 7                |
| 通算             | 日本             | 日本             | J2               | 6                | 1                | -                | -                | 0                | 0                | 6                | 1                |
| 通算             | 日本             | 日本             | JFL              | 5                | 0                | -                | -                | 0                | 0                | 5                | 0                |
| 通算             | 日本             | 日本             | 東京都1部        | 14               | 7                | -                | -                | -                | -                | 14               | 7                |
| 通算             | シンガポール     | シンガポール     | Sリーグ          | 23               | 6                | 3                | 2                | 3                | 0                | 29               | 8                |
| 通算             | インド           | インド           | Iリーグ          | 9                | 1                | -                | -                | -                | -                | 9                | 1                |
| 総通算           | 総通算           | 総通算           | 総通算           | 57               | 15               | 3                | 2                | 3                | 0                | 63               | 17               |

- Jリーグ出場記録
  - Jリーグ初出場・初得点： 2011年6月12日 J2第16節 vsカターレ富山 (ケーズデンキスタジアム水戸)
  - 2011年

## 代表・選抜歴
- 2008年
  - AFC U-19選手権予備登録選手
  - 全日本大学選抜選手
- 2009年
  - デンソーカップサッカー関東大学選抜A選抜選手
- 2010年
  - デンソーカップサッカー関東大学選抜A選抜選手

## タイトル
- 2010年関東大学リーグ2部得点王 (18試合出場12得点)
- 2012年 Sリーグ YEO'S Young Player of the Yearノミネート
- 2014年東京都社会人サッカーリーグ1部ベストイレブン